# European Film Awards 1993
La 6ª edizione della cerimonia di premiazione dei European Film Awards si è tenuta il 4 dicembre 1993 a Berlino, Germania.

## Vincitori e candidati
Vengono di seguito indicati in grassetto i vincitori.
Ove ricorrente e disponibile, viene indicato il titolo in lingua italiana e quello in lingua originale tra parentesi.
Miglior film
- Urga - Territorio d'amore (Urga), regia di Nikita Mikhalkov ( Russia)
- Benny's Video, regia di Michael Haneke ( Austria)
- Un cuore in inverno (Un coeur en hiver), regia di Claude Sautet ( Francia)

Miglior film giovane
- Orlando, regia di Sally Potter ( Regno Unito)
- Il cameraman e l'assassino (C'est arrivé près de chez vous), regia di Rémy Belvaux, André Bonzel e Benoît Poelvoorde ( Belgio)
- Le petite amie d'Antonio, regia di Manuel Poirier ( Francia)

Miglior attore
- Daniel Auteuil - Un cuore in inverno (Un coeur en hiver)
- Jan Decleir - Padre Daens (Daens)
- Carlo Cecchi - Morte di un matematico napoletano

Miglior attrice
- Maia Morgenstern - La bilancia (Balanta)
- Carla Gravina - Il lungo silenzio
- Tilda Swinton - Orlando

Miglior realizzazione
- Nik Powell e Stephen Woolle[1] - La moglie del soldato (The Crying Game)
- Benoît Poelvoorde[2] - Il cameraman e l'assassino (C'est arrivé près de chez vous)
- Otar Iosseliani[3] - Caccia alle farfalle (La chasse aux papillons)

Miglior documentario
- Det Sociala arvet, regia di Stefan Jarl ( Svezia)

Menzione speciale
- 89 mm od Europy[4], regia di Marcel Lozinski ( Polonia)
- The Man Who Loves Gary Lineker[4], regia di Steve Sklair ( Regno Unito)

Premio al merito
- Erika Gregor, Ulrich Gregor e Naum Kleiman

Premio FIPRESCI
- Benny's Video, regia di Michael Haneke ( Austria)

Premio alla carriera
- Michelangelo Antonioni